# Sana Minatozaki
Sana Minatozaki (em japonês: 湊崎 紗夏; romaniz.: Minatozaki Sana; nascida em Tennōji-ku, Osaka, Osaka, Japão, em 29 de dezembro de 1996), mais conhecida apenas como Sana (em japonês: さな; em coreano: 사나; romaniz.: Sana) é uma cantora, compositora, modelo e dançarina japonesa radicada na Coreia do Sul. Ela é mais conhecida por ser integrante do grupo feminino sul-coreano Twice e da subunidade MISAMO.

## Biografia
Em seu último ano do ensino fundamental, ela foi flagrada na rua por um manager da JYP Entertainment e fez uma audição em 2011 no Japão. Em 13 de abril de 2012, ela começou sua vida como trainee da JYPE. Sana apareceu no MV de "A", do boy group GOT7, e no MV de Instant Love, de Junho, membro do boy group 2PM. Ela é membro do girl group TWICE, formado pela empresa JYP Entertainment, em outubro de 2015. Sana ficou conhecida por seus refrões em algumas música e por ter criado frases que ficaram populares na Coreia do Sul, como a sua famosa linha "Shy, Shy, Shy" da música Cheer Up, interpretada por muitos artistas sul-coreanos. Outros exemplos incluem o famoso "Cheese Kim Bap", que ela esboçou com aegyo no programa Knowing Bros, enquanto faziam a brincadeira da Leitura Labial, a frase "ohyo" em que ela fala as vezes com as outras membros do grupo, e "kekeke" (ㅋㅋㅋ) que ao invés de ser somente uma frase, ela criou também um gesto que demonstra a forma da letra ㅋ do hangul.

## Controvérsia
Na véspera da transição do Japão da era Heisei para a era  Reiwa, no dia 1º de maio de 2019, Sana postou uma mensagem na conta do Twice no Instagram, se despedindo da época em que nasceu, e dando as boas-vindas a era que se segue. De acordo com uma tradução, Sana disse: "Eu nasci na era Heisei, então estou triste em ver isso acabar. Eu diria 'Bom trabalho' para Heisei. Perto do primeiro dia da nova era Reiwa, passarei o último dia de Heisei com uma mente renovada." Os comentários de Sana geraram algumas críticas online daqueles que os consideraram uma falta de sensibilidade em relação à Coreia do Sul, porque as eras japonesas receberam o nome do imperador reinante. Isso talvez se deva ao fato de a noção de imperadores japoneses permanecer inseparável nas mentes de alguns coreanos da história do Império do Japão e da ocupação japonesa da Coréia. Por outro lado, alguns a defenderam como alguém que comenta os acontecimentos da atualidade, sem se referir ao polêmico passado.

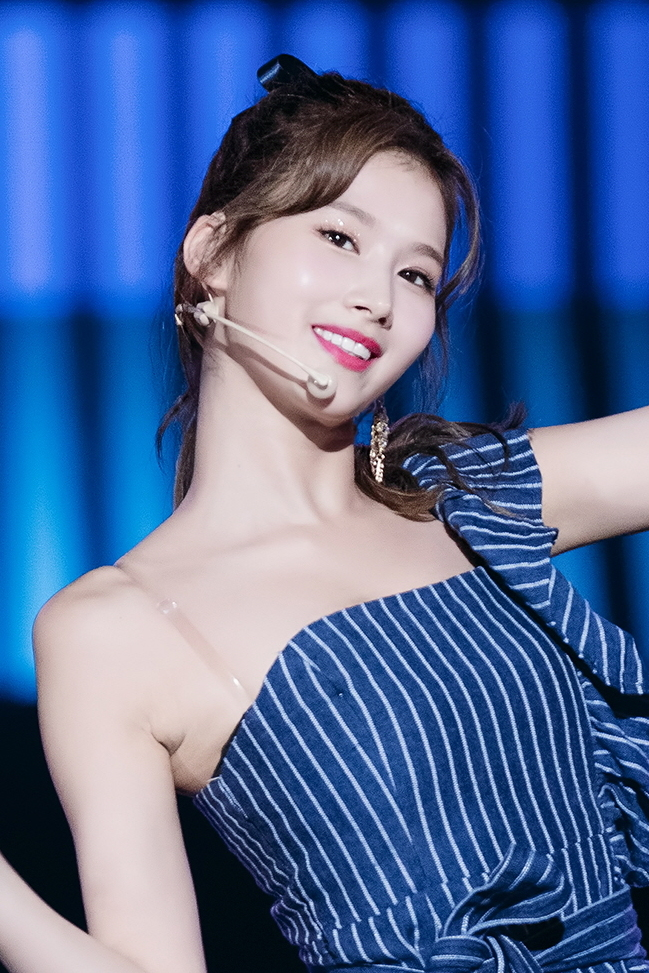
Sana performando "Cheer Up" em julho de 2018.

## Filmografia

### Programas de televisão
| Ano  | Programa                          | Emissora   | Notas         |
| ---- | --------------------------------- | ---------- | ------------- |
| 2015 | Sixteen                           | Mnet       | Competidora   |
| 2016 | Idol Star Athletics Championships | MBC        | Apresentadora |
| 2017 | KBS Song Festival                 | KBS        | Apresentadora |
| 2019 | Idol Star Athletics Championships | MBC        | Apresentadora |
| 2020 | Nizi Project: Part 2              | Hulu Japan | Apresentadora |

### Aparições em videoclipes
| Música         | Ano  | Artista  |
| -------------- | ---- | -------- |
| "A"            | 2014 | Got7     |
| "Fire"         | 2016 | J.Y.Park |
| "Instant Love" | 2017 | Junho    |

## Discografia

### Singles
| Título             | Ano  | Álbum                     |
| ------------------ | ---- | ------------------------- |
| "Sotsugyou" (卒業) | 2021 | Adicionado à nenhum álbum |

### Outras músicas nas paradas
| Título                                                                              | Ano  | Melhor posição no grafico | Melhor posição no grafico | Álbum   |
| Título                                                                              | Ano  | NZ Hot                    | US World                  | Álbum   |
| ----------------------------------------------------------------------------------- | ---- | ------------------------- | ------------------------- | ------- |
| "I'll Show You" (com Jihyo, Nayeon, Chaeyoung, Bekuh Boom e Annika Wells como K/DA) | 2020 | 38                        | 10                        | All Out |

### Créditos de composição
Todos os créditos das canções são adaptados do banco de dados da Korea Music Copyright Association, salvo indicação em contrário.
| Ano  | Artista | Canção                | Álbum           | Letrista  | Letrista                                      |
| Ano  | Artista | Canção                | Álbum           | Creditada | Com                                           |
| ---- | ------- | --------------------- | --------------- | --------- | --------------------------------------------- |
| 2018 | Twice   | "Shot Thru the Heart" | Summer Nights   | Yes       | Integrantes do Misamo                         |
| 2019 | Twice   | "Turn It Up"          | Fancy You       | Yes       | Earattack                                     |
| 2019 | Twice   | "21:29"               | Feel Special    | Yes       | Integrantes do Twice                          |
| 2020 | Twice   | "Do What We Like"     | Eyes Wide Open  | Yes       | —                                             |
| 2021 | Twice   | "Conversation"        | Taste of Love   | Yes       | —                                             |
| 2022 | Twice   | "Celebrate"           | Celebrate       | Yes       | Integrantes do Twice, Co-sho, J.Y. Park       |
| 2023 | Misamo  | "Rewind You"          | Masterpiece     | Yes       | Avushy, Frankie Day, Charlotte Wilson, Chanti |
| 2024 | Misamo  | "Mirage (Sana)"       | "HAUTE COUTURE" | Yes       | Hiyori Nara                                   |